# Hans Norberg
Hans Ove Gunnar "Nobbe" Norberg, född 11 augusti 1959 i  Luleå, Norrbottens län, död 2 november 2012 i Luleå domkyrkoförsamling, Luleå, var en svensk ishockeyspelare. 
Norberg spelade totalt tio säsonger innan han var tvungen att sluta med ishockey som aktiv spelare. Karriären tog slut söndagen den 8 januari 1989 då han bröt nacken och förlamades under en ishockeymatch i Skellefteå isstadion mellan Skellefteå och Luleå.
Norberg spelade åtta av sina tio säsonger för Luleå. De andra två säsongerna tillbringade han med AIK. Totalt spelade han 180 matcher i Elitserien och gjorde 120 poäng (62 mål och 58 målgivande passningar) och satt utvisad 189 minuter. I division 1 spelade han totalt 108 matcher och stod för 129 poäng (85 mål och 44 målgivande passningar) samt 112 utvisningsminuter.
För att hedra Norberg är hans tröjnummer, nr 22, "pensionerat" och används ej mer. Hans Norberg är begraven på Örnäskyrkogården i Luleå.

## Klubbar
- Luleå HF 1985/1986 – 1988/1989
- AIK 1983/1984 – 1984/1985
- Luleå HF 1979/1980 – 1982/1983